# 두지구
두지구(한국어: 두집구, 중국어: 杜集区, 병음: Dùjí Qū)는 중화인민공화국 안후이성 화이베이 시의 현급 행정구역이다. 넓이는 230km2이고, 인구는 2007년 기준으로 330,000명이다.

## 행정 구역
2개 가도, 3개 진을 관할한다.
- 가도변사소: 矿山集街道, 高岳街道.
- 진: 朔里镇, 石台镇, 段圆镇.